# N449 (België)
De N449 is een gewestweg in België. De weg loopt van Zelzate naar Laarne en heeft 2x1 rijstroken. De route heeft een lengte van ongeveer 18 kilometer.

## Traject
De N449 begint aan de R4 in Zelzate, loopt door Wachtebeke en Zaffelare, kruist de N70 bij Lochristi, passeert Beervelde, kruist de afrit 11 van de A14/E17, en eindigt op de N445 bij Laarne.

## Fietspaden
Eind 2023 gebeurden er in Wachtebeke twee dodelijke ongevallen tussen een fietser en een vrachtwagen.. Over een periode van 16 jaar waren er 6 dodelijke ongevallen.
De minister van Mobiliteit kondigde daarna in 2024 de aanleg van gescheiden fietspaden aan vanaf 2025.